# Национальное божество
Национальный бог, национальное божество, или племенное божество — элемент некоторых национальных мифологий, бог-хранитель, чьей целью является забота о благополучии этноса и нации.

## История
В древности многие этносы имели свои собственные пантеон и мифологию. Во многих из этих религий были фигуры-хранители, которые иногда включали национальных богов, которые считались ответственными за безопасность и благополучие нации и её народа, с особой заботой о правителе и опекуне нации. Эти национальные боги стояли рядом с личными богами (то есть богами-покровителями, которые проявляли особый интерес к личному благополучию человека). Кроме того, были семейные боги, связанные с заботой о клане или профессии, а также боги, связанные с определёнными ситуациями или их защитой (плодородие, здоровье, война и т. д.).
Национальные божества часто локализовались по ассоциации с их главными культовыми центрами. Например, в древнем Ближнем Востоке почти у всех городов-государств были свои божества-хранители. Многие из отдельных этносов считали себя потомками и детьми своих национальных богов. Например, в древнем Йемене, представители таких национальностей, как сабеи , минеи и химьяры считали себя детьми Альмака, Вадда и Шамаша соответственно. В Ханаане аналогичную роль играл Милком для аммонитян, а для моавитян — Хемош.

### Иудаизм

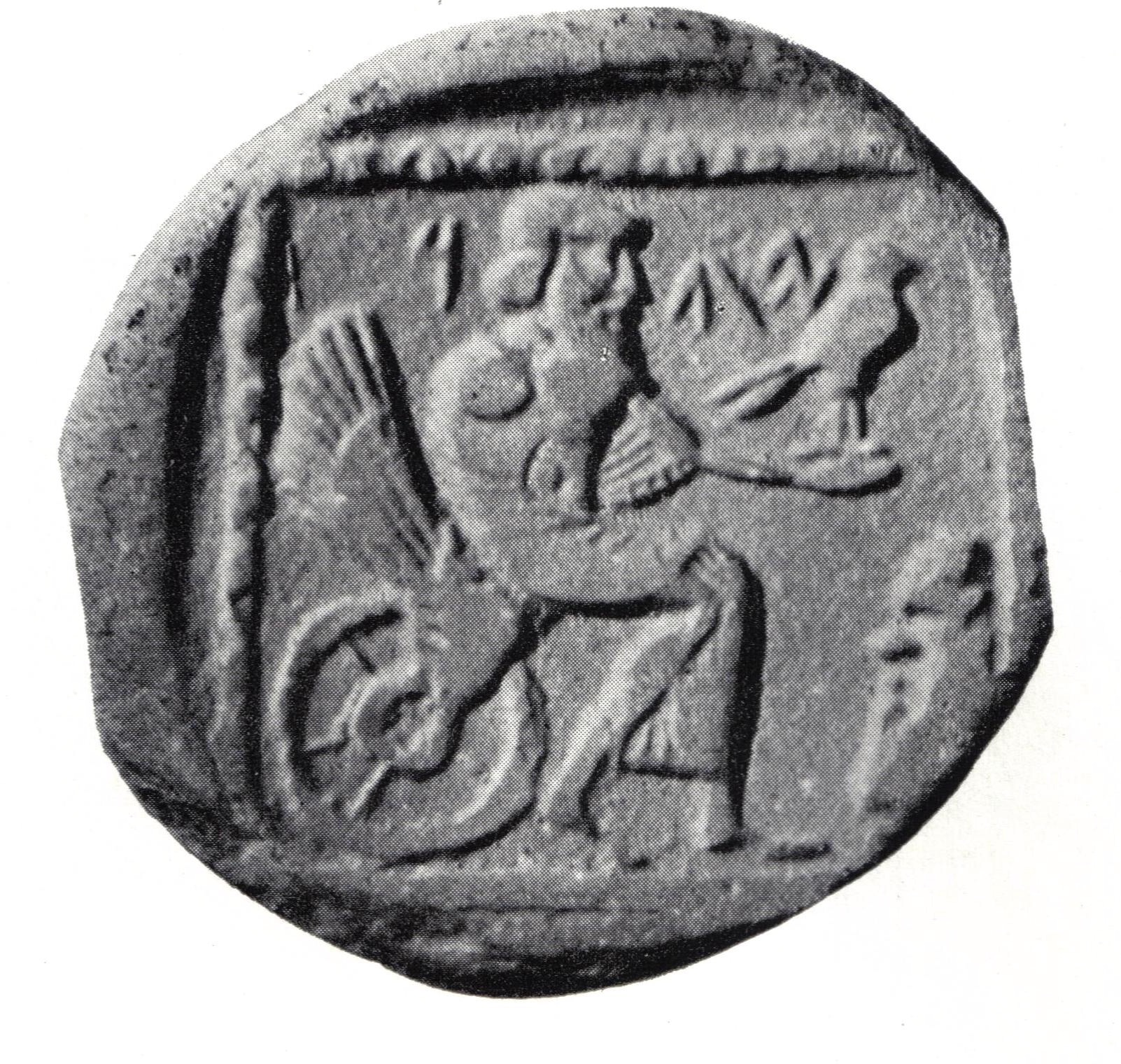
Некоторое время Яхве считался верховным племенным божеством у иудеев.

Несмотря на то, что иудейская религия не являлась языческой или политеистической, её главный бог Яхве, во времена библейского иудаизма, признавался «главным племенным божеством» израильтян.
Последующее возвышение Яхве как верховного божества произошло не потому, что национальные боги обязательно были главами своих пантеонов, а как реакция на меняющийся политический ландшафт, в котором другие национальные боги ранее были возвышены таким образом. Поскольку считалось, что древние народы поклонялись одним и тем же богам, но с разными именами, функция Яхве как национального бога ранее автоматически приравнивала его к другим таким же божествам.
С возникновением многокультурной Ассирийской империи в X веке до н. э. сопутствующее возвышение бога ассирийской нации Ассура до межкультурной известности повлияло на то, как в целом воспринимались национальные боги. Более того, политическое объединение раздробленных национальных государств под единым верховным главой государства также поощряло идею многонационального мировоззрения «одного бога». Однако к VII веку до н. э. Ассирия пришла в упадок, и более мелкие национальные государства начали восстанавливать свою независимость. Примерно тогда же появилась тенденция к монотеизму в Иудейском царстве VII века до н. э., которую можно рассматривать как ответ на культурную гегемонию ассирийской идеологии «одного бога» того времени. Этот процесс можно заметить в некоторых частях Торы, которые датируются до VI века до н. э.

### Христианство
Христианские миссионеры неоднократно переосмысливали национальных богов в терминах христианского Бога. Этот факт отражён в именах Бога на различных языках христианизированных народов, таких как Шанди или Шён среди китайских христиан, Нгай среди ряда племён Кении и т. д.
В современном контексте термин «национальный бог» относится к появлению национальных церквей в христианстве. Эта тенденция «национализации» христианского Бога, особенно в контексте санкционирования национальными церквями войны против других христианских наций во время Первой мировой войны, была осуждена как еретическая Карлом Бартом.

### Германская мифология
Карл Юнг в своём эссе «Вотан» (1936) называет германского бога бури Вотана национальным богом немецкого народа. В эссе он предупреждает о росте немецкого национализма и, в конечном счёте, о надвигающейся катастрофе нацизма и Второй мировой войны в контексте повторного пробуждения этого бога:
Но что более чем любопытно — на самом деле, пикантно в какой-то степени — так это то, что древний бог бури и неистовства, долгое время безмолвный Вотан, должен пробудиться, как потухший вулкан, к новой активности в цивилизованной стране, которая, как давно предполагалось, переросла Средние века. […] Я рискну высказать еретическое предположение, что непостижимая глубина характера Вотана объясняет национал-социализм больше, чем все три разумных фактора [а именно, экономический, политический и психологический] вместе взятые. […] Это трагический опыт, а не позор. Всегда было ужасно попасть в руки живого бога. Яхве не был исключением из этого правила, и филистимляне, идумеи, амореи и остальные, которые были вне опыта Яхве, несомненно, должны были найти это чрезвычайно неприятным . Семитский опыт Аллаха долгое время был чрезвычайно болезненным делом для всего христианского мира. Мы, стоящие снаружи, слишком много судим о немцах, как будто они были ответственными агентами, но, возможно, было бы ближе к истине считать их также жертвами. 

### Индуизм
Одним из основных древних ведических божеств в индуизме является Индра. Он является царём Сварги (Небес) и Дэвов (богов). Он связан с молнией, громом, штормами, дождями, речными потоками и войной. Мифология и образ Индры схож с другими индоевропейскими божествами, таких как Юпитер, Перун, Перкунас, Залмоксис, Таранис, Зевс и Тор, что предполагает их общее происхождение в протоиндоевропейской мифологии.
Образ Бхарат Мата, божественное олицетворение Индии (Бхарат), появилась после индийского восстания 1857 года против британцев и рассматривается как национальная богиня Индии и индийского народа такими религиозными направлениями, какиндуизм, джайнизм и некоторыми буддистами.